# Уэллс, Марта
Марта Уэллс (род. 1 сентября 1964[…], Форт-Уэрт, Техас, США) — американская писательница, пишущая преимущественно в жанре спекулятивной фантастики. Опубликовала ряд романов в жанре фэнтези, романов для подростков, рассказов и эссе на темы фэнтези и научной фантастики. Её романы переведены на двенадцать языков. Уэллс получила четыре премии «Хьюго», две премии «Небьюла» и три премии «Локус» за научно-фантастический цикл «Дневники Киллербота». Также известна своими сериями фэнтези «Иль-Риен» и «Книги Раксуры». Критики хвалят Уэллс за сложные, реалистично детализированные общества, которые она создаёт; это часто приписывают ее академическому образованию в области антропологии.

## Биография
Марта Уэллс родилась в Форт-Уэрте, получила степень бакалавра антропологии в Техасском университете A&M. Вместе с мужем проживает в Колледж-Стейшн, штат Техас. В колледже она занималась фэндомом SF/F и была председателем AggieCon 17. В мае 2023 года у неё был диагностирован рак груди.
Как начинающий писатель Уэллс посещала многие местные писательские семинары и конвенции, в том числе семинар писателей в Индюшачьем городе, который проводил Брюс Стерлинг. Проводила писательские семинары на ArmadilloCon, WorldCon, ApolloCon и Writespace Houston, и была гостем специального семинара на FenCon в 2018 году.
Её первый опубликованный роман, «Стихия огня» (1993), стал финалистом премии Комптона Крука того года и победителем конкурса на премию Кроуфорда 1994 года. Второй роман, «Город костей» (1995), получил положительную рецензию от Publishers Weekly и рецензию «чёрный бриллиант» от Kirkus Reviews, а также вошел в список рекомендованного чтения журнала Locus в 1995 году. Третий роман, «Смерть некроманта» (1998), был номинирован на премию «Небьюла». «Стихия огня» и «Смерть некроманта» — самостоятельные романы, действие которых происходит в стране Иле-Риен, которая также является местом действия трилогии «Падение Иле-Риена»: Охотники за волшебниками (2003), Воздушные корабли (2004) и Врата богов (2005). Четвёртый роман — самостоятельное фэнтези «Колесо бесконечности». В 2006 году она выпустила переработанное издание «Стихии огня».
Среди её фэнтезийных рассказов — «Дочь горшечника» в антологии Elemental (2006), которая была отобрана для публикации в сборнике The Year’s Best Fantasy #7 (2007). В этом рассказе фигурирует один из главных героев романа «Стихия огня». Три рассказа-приквела к трилогии «Падение Иле-Риена» были опубликованы в журнале Black Gate в 2007 и 2008 годах.
Самая продолжительная фэнтези-серия Уэллс — «Книги Раксуры», в которую вошли пять романов и два сборника рассказов, опубликованные издательством Night Shade Books: The Cloud Roads (2011), The Serpent Sea (2012), The Siren Depths (2012), Stories of the Raksura Vol 1: The Falling World & The Tale of Indigo and Cloud (2014), Stories of the Raksura Vol 2: The Dead City & The Dark Earth Below (2015), The Edge of Worlds (2016) и The Harbors of the Sun (2017). Серия была номинирована на премию «Хьюго» как лучшая серия в 2018 году, а рецензия на «Грань миров» была опубликована в «Нью-Йорк Таймс».
Уэллс написала два романа в жанре фэнтези для подростков: «Эмилия и полый мир» и «Эмилия и небесный мир», опубликованные издательством Angry Robot/Strange Chemistry в 2013 и 2014 годах.
В 2017 году Уэллс была ведущей на Всемирной конвенции фэнтези, где выступила с речью «Unbury the Future» о маргинальных творцах в истории научной фантастики и фэнтези, кино и других медиа, а также о намеренном подавлении существования этих творцов. Речь была хорошо принята и вызвала бурное обсуждение.
В течение 2018 года Уэллс возглавляла сюжетную команду и была ведущим сценаристом нового расширения Dominaria карточной игры Magic: The Gathering.
В мае 2018 года новелла «Дневники Киллербота. Отказ всех систем» заняла 8-е место в списке бестселлеров The New York Times в категории «Аудио». Книга получила премию «Небьюла» 2017 года за лучшую повесть, премию «Хьюго» 2018 года за лучшую повесть, премию «Локус» 2018 года за лучшую повесть, премию Американской библиотечной ассоциации «Алекс», и была номинирована на премию Филипа К. Дика 2017 года. 26 апреля 2021 года издательство Tor.com объявило о подписании контракта с Уэллсом на шесть книг, включая ещё три в серии «Дневники Киллербота».
В сентябре 2022 года издательство Tor Books опубликовало обложку «Короля ведьм», последнего романа Уэллса, который вышел 30 мая 2023 года. Издательство описывает книгу как историю «о силе и дружбе, о доверии и предательстве, о семьях, которые мы выбираем».

### Отдельные произведения
- «Город костей» / City of Bones (1995, ISBN 0-312-85686-5)
- «Колесо Бесконечности» / Wheel of the Infinite (2000, ISBN 0-380-97335-9)

### Восстающий мир
- «Король ведьм» / Witch King (2023, ISBN 978-1250826794)
- Queen Demon (2025, ISBN 978-1250826916)

### Иль-Рьен
- «Стихия огня» / The Element of Fire (1993, ISBN 0-312-85374-2; 2006, ISBN 0-615-13571-4)
- The Death of the Necromancer (1998, ISBN 0-380-97334-0)
- The Fall of Ile-Rien trilogy:
  - The Wizard Hunters (2003, ISBN 0-380-97788-5)
  - The Ships of Air (2004, ISBN 0-380-97789-3)
  - The Gate of Gods (2005, ISBN 0-380-97790-7)
- Between Worlds: the Collected Cineth and Ile-Rien Stories (2015, ISBN 0-520-20600-2):
  - «The Potter’s Daughter» — приквел к роману The Element of Fire (2006 short story, Elemental: the Tsunami Relief Anthology ISBN 0-7653-1562-9, The Year’s Best Fantasy #7 ISBN 978-1-892391-50-6)
  - «Holy Places (2007» Black Gate Magazine)
  - «Rites of Passage»
  - «Houses of the Dead» (2008, Black Gate Magazine)
  - «Reflections» — the Giliead and Ilias stories, prequels to the Fall of Ile-Rien trilogy (2007, Black Gate Magazine)
  - «Night at the Opera» — a Nicholas and Reynard story original to this collection, set before The Death of the Necromancer (also in PodCastle Episode 400)

### Книги Раксура
- The Cloud Roads (2011, ISBN 978-1-59780-216-1)
- The Serpent Sea (2012, ISBN 978-1-59780-332-8)
- The Siren Depths (2012, ISBN 978-1-59780-440-0)
- Stories of the Raksura Vol 1: The Falling World & The Tale of Indigo and Cloud (2014, ISBN 978-159780-535-3)
- Stories of the Raksura Vol 2: The Dead City & The Dark Earth Below (2015, ISBN 978-159780-537-7)
- The Edge of Worlds (2016, ISBN 978-1-59780-843-9)
- The Harbors of the Sun (2017, ISBN 978-1-59780-891-0)

### Дневники Киллербота
- «Отказ всех систем» / All Systems Red (2017 Tor.com novella, ISBN 978-076539-753-9)
- Artificial Condition (2018 Tor.com novella, ISBN 978-12501-869-28)
- Rogue Protocol (2018 Tor.com novella, ISBN 978-12501-917-86)
- Exit Strategy (2018 Tor.com novella, ISBN 978-12501-918-54)
- «Compulsory» (2018 Wired short story)
- «Home: Habitat, Range, Niche, Territory» (2020 Tor.com short story)
- Network Effect (2020 Tor.com novel, ISBN 978-1-250-22986-1)
- Fugitive Telemetry (2021 Tor.com novella, ISBN 978-1250765376)
- System Collapse (2023, Tor.com novel, ISBN 978-1250826978)